# 理查德·P·利夫顿
理查德·P·利夫顿（1953年—）是一位美国生物化学家，洛克菲勒大學第11任校长，2008年获威利生物医学科学奖，2014年获生命科学突破奖。